# Partia Republikane Shqiptare
Die Partia Republikane Shqiptare (albanisch für „Albanische Republikanische Partei“; Akronym: PRSh), oder kurz Partia Republikane (Akronym: PR) genannt, ist eine rechtsgerichtete politische Partei in Albanien. Seit den Parlamentswahlen vom März 1992 ist die PR stets mit mindestens einem Abgeordneten im Kuvendi i Shqipërisë vertreten. Von 2013 bis 2017 war sie in der Opposition. Bei der Parlamentswahl 2017 verlor sie jedoch sämtliche Mandate. Parteivorsitzender ist Fatmir Mediu.

## Geschichte
Die Partia Republikane Shqiptare gründete sich im Januar 1991 unter der Führung des Schriftstellers Sabri Godo (1929–2011), der auch ihr erster Vorsitzender wurde. Nach der Demokratischen Partei war dies die zweite Parteigründung in Albanien nach der antikommunistischen Revolution im Herbst 1990. Wie der Name schon andeutet, wählten die Republikaner die US-amerikanischen Republikaner zu ihrem politischen Vorbild. Sie ordneten sich selbst als rechts der Mitte im politischen Spektrum ein.
Nach den Parlamentswahlen vom März 1992, den ersten wirklich freien Wahlen, bei denen die Partei 3,8 % der Stimmen erreicht hatte, trat sie in eine Koalition mit den Demokraten ein. Als sehr viel kleinerer Partner konnte sie die Regierungspolitik aber kaum mitprägen. Nachdem die Regierung der Demokraten durch die Unruhen von 1996/97 gestürzt worden war, ging die PR in die Opposition. Ihr einziger Abgeordneter Sabri Godo hatte in der Folgezeit intensiv an der Ausarbeitung der neuen albanischen Verfassung mitgearbeitet und im Verfassungsausschuss oft zwischen den Vertretern der verfeindeten Sozialisten und Demokraten vermittelt.
Vor den Wahlen von 2001 schloss sich die PR dem Bündnis für den Sieg (alb. Bashkimi për Fitoren) unter Führung der Demokraten an. Diese Verbindung der Rechtsparteien sollte die sozialistische Mehrheit brechen und den Regierungswechsel herbeiführen. Dies gelang aber erst 2005. Bei diesen Wahlen konnte die PR, nicht zuletzt aufgrund geschickter strategischer Absprachen mit den Demokraten, ihr bisher bestes Ergebnis erzielen und zog mit elf Abgeordneten ins Parlament ein.
Nach den Parlamentswahlen von 2005 trat sie in die Regierungskoalition unter Führung der Demokraten ein und stellte einige Kabinettsmitglieder. Bei den Wahlen 2009 konnte sie aufgrund einer Gesetzesänderung zum Nachteil der kleinen Parteien (Sperrklausel) nur noch einen Sitz erlangen, den ihr seit 1997 amtierender Parteivorsitzender Fatmir Mediu einnahm. Von 2013 bis 2017 hatte sie drei Abgeordnete im Parlament. Bei der Parlamentswahl 2017 verlor sie jedoch sämtliche Abgeordnete.